# こけらずし (淡路市)
こけらずしは、兵庫県淡路市、淡路島の西浦海岸地域の郷土料理。乾燥させてほぐした魚のそぼろを酢飯にのせた押し寿司である。
「こけら」は「木を削ったときに出る細片を板屋根の上に瓦のように並べたもの」を指し、魚のそぼろを並べた様子が「こけら」に似ることからの命名である。この他にも、「みじん切りにすること」を「こる」といい、干して硬くなった魚をみじん切りにしてそぼろにするため「こる」が転じて「こけら」になったからといった説もある。
従来は干し魚をほぐしてそぼろを作っていたが、生の魚を焼いてそぼろを作って、こけらずしにすることも近年は行われている。
秋の収穫祭（だんじり祭り）や正月、冠婚葬祭の際に振る舞われている。また、ベラが獲れるシーズンになると普段の食卓に並んだり、弁当としても用いられるし、飲食店でも販売されている。